# Macaroeris diligens
Macaroeris diligens là một loài nhện trong họ Salticidae.
Loài này thuộc chi Macaroeris. Macaroeris diligens được John Blackwall miêu tả năm 1867.